# 田中和一郎

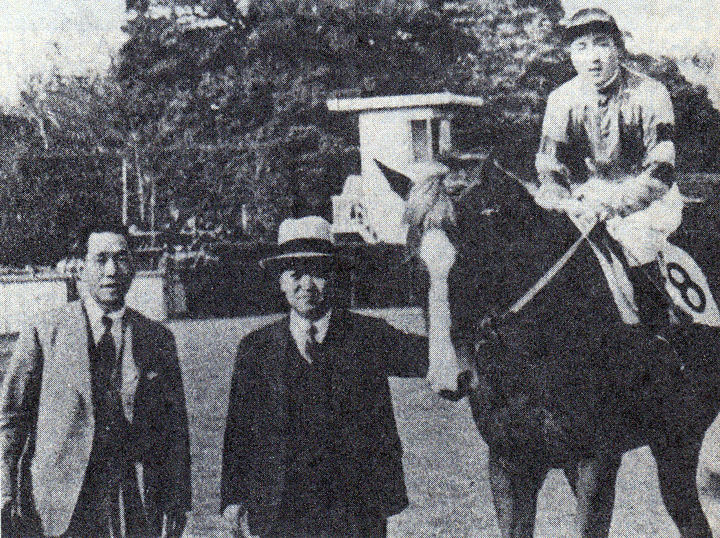
田中和一郎（左端）。中山四歳牝馬特別（桜花賞）を制した管理馬ブランドソールと。騎手・阿部正太郎、馬主・加藤雄策。

田中 和一郎（たなか わいちろう、1895年8月25日 - 1957年1月13日）は、日本の騎手、競走馬調教師。新潟県新潟市出身。
騎手として帝室御賞典4勝を挙げたほか、調教師として1939年の東京優駿（日本ダービー）優勝馬クモハタ、日本初のクラシック三冠馬セントライト、10戦不敗のトキノミノル（いずれもJRA顕彰馬）など数々の名馬を手掛けた。JRA調教師の田中和夫は長男である。

## 経歴
少年の頃、北海道初山別村で馬借屋を営む親戚に預けられていたことから馬に親しんだ。14歳の時に新潟に戻り活版印刷所の文選工となるも、馬乗りに憧れ、新潟競馬場の青池良佐のもとで騎手となっていた兄・和吉の伝手を通じ、騎手見習いとして同場の高橋東七郎厩舎に入った。17歳の時に新潟でオホトリという馬に騎乗して初勝利。18歳の時に柴田寛治に誘われて上京し、寛治の兄・柴田安治の門下に入る。その後中山競馬場で吉原河内楼の主・安藤権次郎の専属騎手を3年間務めるなどし、1928年、33歳の時に東京競馬場で自身の厩舎を開業した。
同じく東京に厩舎を構えていた藤本冨良によれば、開業当初の田中厩舎には2、3頭の管理馬しかいなかった。しかしタイホウ（セントライトの半兄。1934年帝室御賞典など優勝）を持っていた宇都宮利春の支援を受け始めてから成績を大きく上向かせると、馬主でもあった作家・菊池寛と彼に連なる吉川英治、舟橋聖一、吉屋信子といった文士馬主連、さらに加藤雄策（非凡閣社長）、永田雅一（大映社長）といった面々が顧客に付き、厩舎はさらなる成長を遂げた。その隆盛ぶりは「大尾形」と呼ばれた尾形藤吉と共に「尾形・田中時代」と並び称され、史上最多記録である皐月賞4勝をはじめとする五大クラシック競走完全制覇も達成。管理馬のクモハタ、セントライト、トキノミノルはいずれも1984年にJRA顕彰馬に選出された。ひとつの厩舎から3頭の顕彰馬を輩出したのは田中厩舎のみである。さらに門下からは小西喜蔵、阿部正太郎、岩下密政といった騎手も輩出、この三者は田中和一郎厩舎の三羽烏と呼ばれた。徒弟制が色濃く、厳格な調教師が多かった当時にあって、田中は「怒ったところを見たことがない」と言われるほど穏和で、当時常態化していた鞭で殴るといったような指導も一切なかったという。
1957年1月13日、63歳で病没。馬主たちの要望により、厩舎はそのまま長男・和夫が継いだ。競馬会による厩舎管理が緩かった時代もあり、和夫は1961年に調教師免許を取得するまで、調教助手として尾形藤吉に師事しながら、同時に実質調教師として自厩舎の管理も行うという変則的な形態だった。

## 主な管理馬
- ハクセツ（1932年阪神農林省賞典・秋 1933年横浜帝室御賞典・秋、横浜特別・秋、目黒記念・秋 1934年中山四千米）
- タイホウ（1934年横浜帝室御賞典・春、目黒記念・春）
- ツキヤス（1936年横浜特別・秋、目黒記念・秋）
- ピュアソール（1937年東京農林省賞典・春）
- クモハタ（1939年東京優駿）
- トキノチカラ（1940年阪神記念、帝室御賞典・春）
- ロツキーモアー（1940年帝室御賞典・秋、横浜農林省賞典四・五歳呼馬）
- セントライト（1941年横浜農林省賞典四歳呼馬、東京優駿、京都農林省賞典四歳呼馬、横浜農林省賞典四・五歳呼馬）
- ブランドソール（1941年中山四歳牝馬特別、1942年横浜農林省賞典四・五歳呼馬）
- シーラス（1941年目黒記念・秋）
- クリヒカリ[注 1]（1942年横浜農林省賞典四歳呼馬 1943年横浜記念・春、帝室御賞典・秋）
- グランドライト（1943年帝室御賞典・春）
- ファンタスト（1943年横浜記念・春）
- イーストパレード（1947年セントライト記念）
- ロックホルト（1950年目黒記念・春）
- トキノミノル（1950年朝日盃三歳ステークス 1951年皐月賞、東京優駿）
- キヨフジ（1951年優駿牝馬）
- チエリオ（1953年スプリングステークス、中山四歳ステークス、クイーンステークス、東京牝馬特別 1954年中山記念）
- モモタロウ（1953年中山大障害・秋）
- ケゴン（1955年皐月賞）

※横浜農林省賞典四歳呼馬と皐月賞、横浜特別と横浜記念は、それぞれ同一の競走である。